# ثوم بسيطي
الثوم البسيطي (باللاتينية: Allium bassitense) نوع نباتي عشبي يتبع جنس الثوم من الفصيلة الثومية. سمي نسبة إلى رأس البسيط شمال اللاذقية.

## الموئل والانتشار
ينتشر في بلاد الشام وتركيا.